# Ill (Frankrijk)
De Ill (Frans l'Ill, spreek uit iel) is een rivier in de Elzas. Zij ontspringt in de Sundgouw in de bergen van de Jura, in het dorpje Winkel, gaat ondergronds en komt weer boven bij Ligsdorf. Zij mondt ten noorden van Straatsburg uit in de Rijn, nabij de sluizen van Gambsheim.
De rivier doorkruist, bijna parallel aan de Rijn, de beide departementen van de Elzas, Haut-Rhin en Bas-Rhin, en achtereenvolgens de steden Altkirch, Mulhouse, Colmar en Sélestat. In de stad Straatsburg verdeelt zij zich in meerdere takken en vormt zo de eilandjes van de wijk la Petite France.
De belangrijkste zijrivieren zijn de Largue, de Doller, de Thur, de Lauch, de Fecht, de Giessen, de Andlau, de Liepvrette, de Ehn, de Bruche en de Souffel, allemaal rivieren die uit de bergen van de Vogezen komen.